# Liste over Hertuger i Storbritannien og Irland
Dette er en liste over de 31 nuværende og bevarede hertuger i adelskalenderen (The Peerage) af Kongeriget England, Kongeriget Skotland, Kongeriget Storbritannien, Kongeriget Irland, Det Forenede Kongerige Storbritannien og Irland og Det Forenede Kongerige af Storbritannien og Nordirland fra år 1927 og efter.
I de Forenede Kongerigers Adelskalendere er titlen hertug blevet skabt 74 gange (40 forskellige titler: resten var genskabelser). To gange har en kvinde selvstændigt blevet tildelt titel af Hertuginde; Derudover er hertugdømmet Marlborough engang blevet arvet af en kvinde, nemlig Henrietta Churchill 2. Hertuginde af Marlborough. Ud af de 74 gange et hertugdømme er blevet skabt, er 37 titler nu uddøde (herunder de to kvinder), 16 titler har hertugerne mistet retten til eller returneret (til kronen), 10 blev fusioneret med kronen, og 11 er bevaret. Den første, Hertug af Cornwall, er en titel, som automatisk går til den britiske arving (hvis og kun hvis han også er den ældste levende søn af monarken). Den anden af hertugdømmerne, er flettet ind i kronen, nemlig Lancaster, som stadig giver indkomst til monarken. Tre af de ikke-royal hertug-titler, uddøde i løbet af det 20. århundrede; (Hertug af Leeds uddøde i 1964, hertugen af Newcastle i 1988, og hertugen af Portland i 1990).
De seks ældste hertuger er skabt mellem 1337 og 1386 – de var/er hertug af Cornwall (1337), hertug af Lancaster (1351), hertug af Clarence (1362), hertug af York (1385), hertug af Gloucester (1385) og hertug af Irland (1386). Hertugen af Ireland var en titel brugt i kun to år og er lidt forvirrende, da kun en lille del af Irland var virkelig under kontrol af England i 1386; Hertugen af Irland skal ikke forveksles med hertugdømmerne i den irske adelskalender (The peerage of Ireland). Hertug af Clarence har ikke været anvendt siden 1478, da George (bror Edward 4.) blev henrettet for forræderi. (Men Hertug af Clarence er siden da, blevet brugt som den ene halvdel af en dobbelt-titel, senest indtil 1892 hvor Dronning Victorias barnebarn (og søn af fyrsten af Wales), Prins Albert Victor, hertug af Clarence og Avondale, døde i en alder af 28). Titlerne Hertug af York og hertug af Gloucester har begge været uddøde mere end én gang og blevet genoprettet som titler inden for Det Forenede Kongeriges adelskalender. Begge titler er forbeholdt fyrster (og deres efterkommere). Hertugen af Lancaster har fusioneret med kronen og så afholdes af monarken.
Udover hertugdømmer af Cornwall og Lancaster, er den ældste bevarede titel, hertug af Norfolk, daterende fra 1483. Hertugen af Norfolk anses som at være den fornemste hertugtitel fra England (The Premier Duke). Den fornemeste hertugtitel fra Skotland er hertugen af Hamilton og Brandon. Den fornemeste hertugtitel fra Irland er hertugen af Leinster.

## Rangfølge
Den generelle rækkefølge blandt hertuger er:
1. Hertuger i den Engelske adelskalender, i rækkefølge efter skabelse
2. Hertuger i den Skotske adelskalender, i rækkefølge efter skabelse
3. Hertuger i Storbritanniens adelskalender, i rækkefølge efter skabelse
4. Hertuger i den Irlandske adelskalender fra før 1801, i rækkefølge efter skabelse
5. Hertuger i Det Forenede Kongeriges Adelskalender og hertugerne i den Irlandske adelskalender fra efter 1801, i rækkefølge efter skabelse[2]

Mens den generelle rækkefølge er sat efter alderen i adelskalenderen, kan monarken give medlemmer af højadelen (a peer) højere prioritet end hans dato for oprettelse berettiger. Royal hertugerne er hertugerne af Det Forenede Kongerige, men er af højere rang i rækkefølgen forud for de ikke royale hertuger, grundet deres nære geneologiske forhold til monarken. Fyrsten af Wales har forrang frem for alle hertuger, royal og ikke-royal, hans hertug-titel er Hertug af Cornwall (England) og Rothesay (Skotland).

## Hertuger i den Britiske og Irlandske adelskalender
| #   | Titel                                | År for skabelse | våbenskjold | Nuværende besidder                                 | Alder | Adelskalender          | Noter |
| --- | ------------------------------------ | --------------- | ----------- | -------------------------------------------------- | ----- | ---------------------- | --- |
| 1.  | Hertugen af Cornwall                 | 1337            |             | Prins William, 25. Hertug af Cornwall              | 42    | England                | Også Hertug af Rothesay i den Skotske adelskalender (1398) og Hertug af Cambridge i Det Forenede Kongeriges Adelskalender (2011)  |
| 2.  | Hertugen af Norfolk                  | 1483            |             | Edward Fitzalan-Howard, 18. Hertug af Norfolk      | 68    | England                | |
| 3.  | Hertugen af Somerset                 | 1547            |             | John Seymour, 19. Hertug af Somerset               | 72    | England                | |
| 4.  | Hertugen af Richmond                 | 1675            |             | Charles Gordon-Lennox, 11. Hertug af Richmond      | 70    | England                | Også Hertug af Lennox i den Skotske adelskalender (1675)                                                                          |
| 5.  | Hertugen af Grafton                  | 1675            |             | Henry FitzRoy, 12. Hertug af Grafton               | 46    | England                | |
| 6.  | Hertugen af Beaufort                 | 1682            |             | Henry Somerset, 12. Hertug af Beaufort             | 72    | England                | |
| 7.  | Hertugen af St Albans                | 1684            |             | Murray Beauclerk, 14. Hertug af St Albans          | 86    | England                | |
| 8.  | Hertugen af Bedford                  | 1694            |             | Andrew Russell, 15. Hertug af Bedford              | 62    | England                | |
| 9.  | Hertugen af Devonshire               | 1694            |             | Peregrine Cavendish, 12. Hertug af Devonshire      | 80    | England                | |
| 10. | Hertugen af Marlborough              | 1702            |             | Jamie Spencer-Churchill, 12. Hertug af Marlborough | 69    | England                | |
| 11. | Hertugen af Rutland                  | 1703            |             | David Manners, 11. Hertug af Rutland               | 65    | England                | |
|     | Hertugen af Rothesay                 | 1398            |             | Prins William, 24. Hertug af Rothesay              | 42    | Skotland               | Også Hertug af Cornwall (1337) i den Engelske adelskalender og Hertug af Cambridge (2011) i Det Forenede Kongeriges Adelskalender |
| 12. | Hertugen af Hamilton                 | 1643            |             | Alexander Douglas-Hamilton, 16. Hertug af Hamilton | 46    | Skotland               | Også Hertug af Brandon i Storbritanniens adelskalender (1711)                                                                     |
| 13. | Hertugen af Buccleuch og Queensberry | 1663 og 1684    |             | Richard Scott, 10. Hertug af Buccleuch             | 71    | Skotland               | |
|     | Hertugen af Lennox                   | 1675            |             | Charles Gordon-Lennox, 11. Hertug af Lennox        | 70    | Skotland               | Også Hertug af Richmond i den Engelske adelskalender (1675)                                                                       |
| 14. | Hertugen af Argyll                   | 1701            |             | Torquhil Campbell, 13. Hertug af Argyll            | 56    | Skotland               | Også Hertug af Argyll i Storbritanniens adelskalender (1892)                                                                      |
| 15. | Hertugen af Atholl                   | 1703            |             | Bruce Murray, 12. Hertug af Atholl                 | 64    | Skotland               | |
| 16. | Hertugen af Montrose                 | 1707            |             | James Graham, 8. Hertug af Montrose                | 89    | Skotland               | |
| 17. | Hertugen af Roxburghe                | 1707            |             | Charles Innes-Ker, 11. Hertug af Roxburghe         | 70    | Skotland               | |
|     | Hertugen af Brandon                  | 1711            |             | Alexander Douglas-Hamilton, 13. Hertug af Brandon  | 46    | Storbritannien         | Også Hertugen af Hamilton i den Skotske adelskalender (1643)                                                                      |
| 18. | Hertugen af Manchester               | 1719            |             | Alexander Montagu, 13. Hertug af Manchester        | 62    | Storbritannien         | |
| 19. | Hertugen af Northumberland           | 1766            |             | Ralph Percy, 12. Hertug af Northumberland          | 68    | Storbritannien         | |
| 20. | Hertugen af Leinster                 | 1766            |             | Maurice FitzGerald, 9. Hertug af Leinster          | 76    | Irland                 | |
| 21. | Hertugen af Wellington               | 1814            |             | Charles Wellesley, 9. Hertug af Wellington         | 79    | Det Forenede Kongerige | |
| 22. | Hertugen af Sutherland               | 1833            |             | Francis Egerton, 7. Hertug af Sutherland           | 85    | Det Forenede Kongerige | |
| 23. | Hertugen af Abercorn                 | 1868            |             | James Hamilton, 5. Hertug af Abercorn              | 90    | Irland                 | |
| 24. | Hertugen af Westminister             | 1874            |             | Hugh Grosvenor, 7. Hertug af Westminister          | 34    | Det Forenede Kongerige | |
|     | Hertugen af Gordon                   | 1876            |             | Charles Gordon-Lennox, 6. Hertug af Gordon         | 70    | Det Forenede Kongerige | Også Hertug af Richmond i den Engelske adelskalender (1675) og Hertug af Lennox i den Skotske adelskalender (1675)                |
|     | Hertugen af Argyll                   | 1892            |             | Torquhil Campbell, 6. Hertug af Argyll             | 56    | Det Forenede Kongerige | Også Hertug af Argyll i den Skotske adelskalender (1701)                                                                          |
| 25. | Hertugen af Fife                     | 1900            |             | David Carnegie, 4. Hertug af Fife                  | 63    | Det Forenede Kongerige | |
| 26. | Hertugen af Gloucester               | 1928            |             | Prins Richard, 2. Hertug af Gloucester             | 80    | Det Forenede Kongerige | |
| 27. | Hertugen af Kent                     | 1934            |             | Prins Edward, 2. Hertug af Kent                    | 89    | Det Forenede Kongerige | |
| 30. | Hertugen af York                     | 1986            |             | Prins Andrew, 1. Hertug af York                    | 65    | Det Forenede Kongerige | |
|     | Hertugen af Cambridge                | 2011            |             | Prins William, 1. Hertug af Cambridge              | 42    | Det Forenede Kongerige | Også Hertug af Cornwall i den Engelske adelskalender (1337) og Hertug af Rothesay i den Skotske adelskalender (1398)              |
| 31. | Hertugen af Sussex                   | 2018            |             | Prince Harry, 1st Duke of Sussex                   | 40    | Det Forenede Kongerige | |
| 32. | Hertugen af Edinburgh                | 2023            |             | Prins Edward, hertug af Edinburgh                  | 60    | Det Forenede Kongerige | |